# 氯化鈣
氯化钙，由氯和钙构成，化学式为CaCl
2，是典型的离子型卤化物。其在室温下为白色固体，水溶液呈中性。氯化钙常被应用於制冷设备所用的盐水、道路融冰剂和干燥剂等。由于在空气中易吸水潮解，无水氯化钙應在容器中密封储藏。氯化钙及其水合物和溶液在食品制造、建筑材料、医学和生物学等多个领域均有重要的应用价值。

## 化学及物理性质
氯化鈣可溶于水，故可作为溶液中钙离子来源。此性质使它能用于置换溶液中的某些特定离子。如溶液中的磷酸根就能用氯化钙置换为氯离子：
3CaCl2(𝑎𝑞) + 2K3PO4(𝑎𝑞) → Ca3(PO4)2(𝑠) + 6KCl(𝑎𝑞)
电解熔融的氯化钙可产生钙单质和氯气：
CaCl2(𝑚𝑜𝑙𝑡𝑒𝑛)→ Ca(𝑠) + Cl2(𝑔)
氯化钙的溶解焓为-176.2cal/g，所以无水氯化钙溶解于水时会放出大量的热。无水氯化钙和除六水合物外的水合物都是有潮解性的白色固体。氯化钙的晶体吸收足够多的水分后固体自身就会溶解形成溶液。
氯化钙溶液能诱导肌动蛋白单体发生聚合，且肌动蛋白单体开始发生聚合的临界浓度与氯化钙溶液的浓度呈反曲函数关系。肌动蛋白受诱导聚合的具体机理与钙离子和蛋白多个特定部位的结合有关。六水氯化钙加热至200℃失水变成二水合物，继续加热，到260℃完全脱水，产生白色多孔的氯化钙。加热过程中伴有少许水解反应，因此无水氯化钙常含有微量的氧化钙。
对1M、2M和4M氯化钙水溶液的X射线衍射发现溶液中的钙离子和氯离子可被看做是相互独立的水合离子，通常由六个水分子与一个钙离子或氯离子配位构成一个水合外层，形成八面体构型的水合离子。水合钙离子中钙离子与水分子间的距离为2.40-2.45Å，水合氯离子中氯离子与水分子间的距离为3.10-3.20Å。与氯化钙的水溶液不同，对液态六水合氯化钙的X射线衍射研究显示虽然Ca2+和Cl-与水分子之间存在水合作用，但六水合氯化钙作为晶态固体具有的长程有序结构变成液态后未完全打破。处在三维坐标轴原点的Ca2+被三个分别处在(u,O,O), (0,u,0)和({\displaystyle {\overline {u}}},{\displaystyle {\overline {u}}},0)位置上的水分子所包围，这三个水分子与Ca2+的距离约为2.4Å，还有六个水分子分别处在(v,0,½）、(0,v,½)、({\displaystyle {\overline {v}}},{\displaystyle {\overline {v}}},½)(v,0,{\displaystyle {\overline {1/2}}})、(0,v,{\displaystyle {\overline {1/2}}}）和({\displaystyle {\overline {v}}},{\displaystyle {\overline {v}}},{\displaystyle {\overline {1/2}}})，它们距离钙离子约2.7Å，这六个水分子沿c轴方向形成Ca—H2O—Ca的长链，链上两个相邻Ca2+间的距离约4Å；Cl-置于两条平行链之间，每个氯离子周围有六个水分子，其中三个水分子与氯离子间的距离约3.2Å，余下三个与氯离子间的距离约3.6Å。

## 制备
它是制备碳酸钠的索尔维法的副产品：
Ca(OH)2 + 2 NH4Cl → CaCl2 + 2 NH3 + 2 H2O
亦可由碳酸钙或石灰石与盐酸直接反应制得：
CaCO3(𝑠) + 2 HCl(𝑎𝑞) → CaCl2(𝑎𝑞) + CO2(𝑔) + H2O(𝑙)
北美地区2002年的氯化钙消费量达到168.7万吨，陶氏化学公司在密歇根州的生产工厂拥有约占全美国35％的氯化钙生产的能力。

## 分布
二水合氯化钙构成了稀有的蒸发岩矿物水氯钙石，蒸发岩矿物南极石则是以矿物形式存在于自然界中的六水合氯化钙，其他与氯化钙有关的矿物包括同样非常稀有的氯钾钙石KCaCl3。

## 应用

### 干燥剂
颗粒状的无水氯化钙常作为干燥剂填充干燥管，用氯化钙干燥过的巨藻（或称海草灰）可用于纯碱的生产。一些家用除湿器比如DampRid会使用氯化钙吸收空气中的水分。氯化钙还可作为气体和有机液体的干燥剂或脱水剂。由于氯化钙是中性的，因此它可以干燥酸性或碱性的气体和有机液体，可也在实验室制取少量气体如氮气、氧气、氢气、氯化氢、二氧化硫、二氧化碳、二氧化氮等时干燥这些制出的气体。但不能用来干燥乙醇和氨，因为乙醇和氨气分别会与氯化钙反应生成醇合物CaCl2·4C2H5OH和氨合物CaCl2·8NH3。无水氯化钙还可被制成家用产品用作空气吸湿剂，无水氯化钙作为吸水剂已被FDA批准用于包扎急救，它的作用是确保创口处的干燥。
将无水氯化钙铺撒在沙石路面上，利用无水氯化钙的吸湿性在空气湿度低于露点时凝结空气中的湿气以保持道路表面的湿润，借此控制道路上灰尘的扬起。

### 医学和生物学的应用
在生物学和医学的研究中，氯化钙广泛应用于配制生物医学实验所需的缓冲液，比如在研究一种针对钾离子通道复合物的新型激活剂时加入CaCl2配制用于被分离的卵母细胞的ND96储备液；在研究鸟苷酰环化酶C对中脑多巴胺神经元的功能时采用CaCl2进行脑片制备实验；在研究细菌和古细菌中用于抵御氟毒性的氟核糖开关时以1mmol/L浓度的CaCl2进行串联标记实验等。
在将目的基因导入受体细胞过程中，可以使用氯化钙增加受体细胞膜的通透性，使得质粒更容易地导入，这个方法是由斯坦福大学的遗传学家斯坦利·诺曼·科恩在1972年研究大肠杆菌时发现的。
通过静脉注射10%氯化钙溶液可用于低钙血症的治疗，氯化钙也能用于治疗镁中毒。通过心电图测量发现注射氯化钙溶液可对抗心脏毒性。在由高钾血症引发血清钾浓度过高的情况下，氯化钙能起到保护心肌层、防止心律不齐的作用。氯化钙作为美国医院急救室的常备药物，可用于快速治疗钙离子通道阻滞剂中毒（这种中毒可由服用预防心脏病的药物地尔硫䓬产生的副作用引发）和由氢氟酸引起的中毒，但对黑寡妇蜘蛛叮咬引发的中毒无有效的解毒作用。氯化钙溴化钠注射液在中国被国家食品药品监督管理局批准作为水电解质调节药使用。

### 除冰剂和冷却浴
氯化钙能降低水的凝固点，在道路上铺撒氯化钙水合物能防止结冰和除冰融雪，但是冰雪融化后的盐水会破坏沿路土壤和植被并使路面混凝土恶化。
氯化钙溶液也能和干冰混合后配制低温冷却浴。将棒状干冰分批加入到盐水溶液中，直至体系中出现冰块为止。不同种类和浓度的盐溶液所能维持的冷却浴稳定温度会有所差别。一般常用氯化钙为盐原料，通过调节浓度来获得所需的稳定温度，不仅是因为氯化钙廉价易得，而且因为氯化钙溶液的共晶温度（即溶液全部凝结形成颗粒状的冰盐粒子时的温度）相当的低，能达到-51.0℃，这样使得可调节的温度范围从0℃至-51℃。该方法可以在能起到保温效果的杜瓦瓶中实现，也可以在杜瓦瓶体积有限而同时又需要配制较多的盐溶液时使用一般的塑料容器来盛装冷却浴，这种情况下温度的维持同样较为稳定。

### 钙离子的来源
游泳池水中添加氯化钙可以使池水成为pH缓冲溶液同时增加池水硬度，这样做可以減少池壁混凝土受到的侵蚀。根据勒夏特列原理和同离子效应，增加池水钙离子浓度会减缓对混凝土结构必不可少的钙化合物的溶解。
在海洋水族馆的水中加入氯化钙能增加水中生物可利用钙的含量，水族馆中所养殖的软体动物和腔肠动物会利用它来形成碳酸钙的外壳。虽然用氢氧化钙或钙反应器也能达到同样的目的，但相比之下加入氯化钙是最快的方法也是对水的pH值影响最小的。

### 食品
作为一种食品配料，氯化钙可起到多价螯合剂和固化剂的作用，它已被欧盟批准为允许作为食品添加剂使用，E编码为E509。被美国食品药品监督管理局认为是“通常确认为是安全的物质”（Generally recognized as safe，缩写为GRAS）。据估计每人每天摄入的氯化钙食品添加剂有160至345毫克。
氯化钙作为固化剂，可用于蔬菜罐头。它还能使大豆凝乳固化形成豆腐，又能作为烹饪分子美食的原料通过与海藻酸钠反应使蔬菜和水果汁表面胶化形成类似鱼子酱状的小球。{作为电解质添加到运动饮料或一些软饮料包括瓶装水中。由于氯化钙本身有非常强的咸味所以可代替食盐用于腌黄瓜的制作同时减少了含钠污水的排放。
在缺乏矿物质的啤酒酿造液中会加入氯化钙，因为钙离子是啤酒酿造过程中最具影响性的矿物质之一，它会影响麦芽汁的酸性并对酵母作用的发挥起到影响。而且氯化钙能给酿造出的啤酒带来甜味。

### 其他方面
水合氯化钙固体可作为相变储能材料使用。比如六水合氯化钙由于熔点为30℃、熔化热（即物质从固相转变为同温度的液相过程中所吸收的热量）达到190 kJ/kg，故可作为中低温用于工业余热回收、太阳辐射热量的吸收利用，但是它同所有的无机水合盐类相变材料类似，存在过冷严重的问题（其过冷度达20°C），需要加入添加成核剂克服。 
氯化钙在混凝土中起到帮助加快初始设定的效果，但氯离子会引起钢筋腐蚀，所以氯化钙不能用于钢筋混凝土。无水氯化钙因其吸湿性可以给混凝土提供一定程度的水分。
氯化钙也是塑料和灭火器中的添加剂，在废水处理作为助滤剂，在高炉中作为添加剂来控制原料的聚集和粘附从而避免炉料沉降，在织物软化剂中起到稀释剂的作用。
半導體產業中，多使用氯化鈣溶液進行高生物毒性的氫氟酸(HF)的脫氟處理，將含氫氟酸的毒性廢液轉為一般酸鹼性廢液和氟化鈣沉積物。
石油工业中，氯化钙用于增加无固相盐水的密度，也能加在乳化钻井液的水相中用来抑制粘土的膨胀。作为助熔剂在戴维法电解熔融氯化钠生产金属钠的过程中作为助熔剂起到降低熔点的作用。制作陶瓷时会将氯化钙作为材料成分之一，它会使黏土颗粒在溶液中悬浮，这样注浆时陶土颗粒用起来更容易。

## 毒物学
氯化钙雖然沒有毒性，但它的某些物理性质仍有对人造成伤害的风险。氯化钙具有刺激性，可使湿润的肌肤脱水。固态的无水氯化钙溶解时大量放热，如不慎摄入可致口腔和食道烧伤。摄入氯化钙的浓溶液或固体可引起胃肠道刺激或溃疡。